# .travel
A .travel egy internetes legfelső szintű tartomány kód, melyet 2005-ben hoztak létre a turizmus és utaztatás szervezetei számára.